# Міхньов Анатолій Львович
Анатолій Львович Міхньов (1 липня 1909, Радуль — 3 жовтня 1970, Київ) — вчений-терапевт, Заслужений діяч науки УРСР, професор, громадський діяч.

## Біографія

Могила Анатолія Міхньова

Народився в 1 липня 1909 року у селі Радуль (нині смт Ріпкинського району Чернігівської області) у родині сплавника лісу. Залишившись сиротою в дитячому віці, з 13 років розпочав трудову діяльність чорноробом, а згодом плотогоном, одночасно відмінно навчаючись у сільській школі, після закінчення якої у 1929 році вступив до Київського медичного інституту. За час навчання зарекомендував себе найбільш здібним і в 1933 році, після закінчення інституту, був направлений на наукову роботу та зарахований до аспірантури під керівництвом Миколи Дмитровича Стражеска, а в 1936-му — захистив кандидатську дисертацію.
Після присудження наукового ступеня кандидата медичних наук А. Л. Міхньов розпочав науково-педагогічну діяльність на посаді асистента кафедри факультетської терапії Київського медичного інституту, очолюваної академіком М. Д. Стражеском, у 1939 році був обраний її доцентом, працюючи одночасно в Інституті клінічної медицини та здобуваючи клінічний досвід у галузі внутрішніх хвороб.

Меморіальна дошка на будинку в Києві, де жив А. Л. Міхньов

Меморіальна дошка на Інституті кардиології

З початком радянсько-німецької війни був мобілізований на фронт і до її завершення був головним терапевтом військових госпіталів, у званні майора медичної служби. Результати діагностики і лікування поранених були опубліковані у монографії «Очерки военно-полевой терапии».
У 1944—1950 роках доцент Київського медичного інституту. У 1948 році захистив докторську дисертацію на тему порушень тканинного вуглеводного і білкового обміну при хворобах печінки, виконання якої обумовило необхідність проведення глибоких фундаментальних і клініко-лабораторних досліджень та стало основою розвитку гепатології як вітчизняної науки, так і вкладом до світової.
З 1949 року — професор Українського науково-дослідного інституту клінічної медицини імені академіка М. Д. Стражеска, в 1952—1970 роках — його директор.
Жив у Києві (у 1950—1970 роках на Хрещатику № 15). Помер 3 жовтня 1970 року. Похований на Байковому кладовищі.

## Наукова робота
Анатолій Міхньов автор понад 200 наукових робіт, у тому числі восьми монографій. Науковий напрямок — порушення обміну речовин при захворюваннях внутрішніх органів. Підготував понад 40 учнів, серед яких академік Л. А. Пиріг, професори Б. М. Безбородько, В. П. Безуглий, І. М. Ганджа, Н. А. Гватуа, М. С. Говорова, В. А. Горчаков, В. М. Дзяк, І. О. Діордієнко, М. С. Заноздра, І. К. Следзевська, Г. В. Яновський та інші.

## Нагороди
Нагороджений орденами Леніна, Червоної Зірки, двома орденами «Знак Пошани», медалями.